# Hyperolius watsonae
Hyperolius watsonae är en groddjursart som beskrevs av Martin Pickersgill 2007. Hyperolius watsonae ingår i släktet Hyperolius och familjen gräsgrodor. IUCN kategoriserar arten globalt som akut hotad. Inga underarter finns listade i Catalogue of Life.